# استیل‌سالیسیلیک اسید
استیل سالیسیلیک اسید (به انگلیسی: Acetylsalicylic acid) یا به اختصار آ. اس. آ (ASA) (با نام تجاری آسپیرین) (به آلمانی: Aspirin) با فرمول مولکولی C₉H₈O₄ یک ترکیب آروماتیک به حساب می‌آید زیرا در ساختار آن یک حلقهٔ بنزنی وجود دارد. دارویی است که برای کاهش درد، تب یا التهاب استفاده می‌شود. شرایط التهابی خاصی که آسپیرین برای درمان آن‌ها استفاده می‌شود شامل سندروم کاوازاکی، پریکاردیت و تب روماتیسمی است.
آسپیرین به رده درمانی داروهای ضدالتهاب غیراستروئیدی تعلق دارد و به شکل قرص در دسترس است.
آسپیرین همچنین برای کمک به جلوگیری از حملات قلبی مجدد، سکته‌های مغزی ایسکمیک و لخته شدن خون در افراد در معرض خطر، به‌مدت طولانی استفاده می‌شود. برای مقابله با درد یا تب، اثرات آسپیرین معمولاً در عرض ۳۰ دقیقه شروع می‌شود. آسپیرین مشابه سایر داروهای ضدالتهاب غیراستروئیدی عمل می‌کند اما عملکرد طبیعی پلاکت‌ها را نیز سرکوب می‌کند و عملکرد ضدانعقاد دارد و باعث رقیق شدن خون می‌شود.
اسپرین جزء ۱۰ داروی مهم انقلابی تاریخ بوده است که اولین بار در سال ۱۸۹۷ توسط هافمن ساخته شد.
اسپرین به عنوان اولین مسکن برای دردهای جزئی نقش بسیار مهمی در ارتقا سطح کیفیت زندگی جوامع داشته است، در گذشته مورفین برای دردهای جزئی داروی به نسبت پر عارضه ای بود و روش های دیگر هم به عنوان یک روش استاندارد و در دسترس وجود نداشت و بعد از اسپرین، تولید داروهای مسکن وارد فاز جدیدی شد.
طبق اعلام کارگروه خدمات پیشگیرانه در ایالات متحده شرط استفاده از آسپیرین:
الف-
در افراد ۴۰ تا ۵۹ سال در صورت وجود ریسک فاکتور برای بیماری کاردیوواسکولار
البته تاثیر ان چیزی کمتر از ۱۰ درصد تخمین زده شده است
ب-
بیشترین تاثیر برای افراد دارای ریسک فاکتور تصحیح فاکتورهای ریسک قابل تغییر ؛ترک سیگار ، کاهش وزن ، کنترل دیابت و فشار خون و کنترل کلسترول است.
ج-
اسپرین برای تمامی افرادی که ریسک خون ریزی مخصوصا گوارشی دادرند توصیه نمیشود.
د-
در موسسه پیشگیری امریکا در افراد بالای ۶۰ سال و در اتحادیه اروپا افرادی که بالای ۷۰ سال دارند و ریسک فاکتور مهم ندارند توصیه به عدم مصرف اسپرین شده است.
هرچند همه جا تاکید شده است تصمیم گیری در مورد مصرف و عدم مصرف اسپرین فقط باید تحت نظارت پزشک شخص باشد.
یکی از عوارض جانبی رایج این دارو، ناراحتی معده است. عوارض جانبی مهم‌تر شامل زخم گوارشی خونریزی معده و تشدید آسم است. خطر خونریزی در میان افرادی که مسن‌تر هستند، الکل مصرف می‌کنند، سایر داروهای ضدالتهاب غیراستروئیدی مصرف می‌کنند یا سایر داروهای رقیق‌کنندهٔ خون مصرف می‌کنند، بیشتر است. مصرف آسپیرین در آخرین دورهٔ بارداری از هفتهٔ بیستم به بعد توصیه نمی‌شود. همچنین به‌طور کلی در کودکان مبتلا به عفونت به‌دلیل خطر ابتلا به سندرم ری توصیه نمی‌شود. دوزهای بالای آسپیرین ممکن است منجر به وزوز گوش شود.
پیش‌ماده‌ای که برای تولید آسپیرین مورد استفاده است، در پوست درختان سردهٔ بید یافت می‌شود. از پوست این درختان حداقل ۲۴۰۰ سال است که برای اثرات مفید درمانی آن استفاده می‌شود. در سال ۱۸۵۳، شیمیدان چارلز فردریک گرهارت داروی سدیم سالیسیلات را با استیل کلرید ترکیب کرد تا برای نخستین بار اسید استیل سالیسیلیک تولید کند. طی ۵۰ سال بعد، شیمی‌دانان دیگر، ساختارها و روش‌های تولید کارآمدتری را برای تولید این دارو ابداع کردند.
آسپیرین بدون نسخه پزشکی به‌عنوان یک داروی اختصاصی یا عمومی در بیشتر کشورها در دسترس است. این دارو یکی از پرمصرف‌ترین داروها در سراسر جهان است که برآورد می‌شود سالانه حدود ۵۰ تا ۱۲۰ میلیارد قرص از آن مصرف می‌شود. این دارو همچنین در فهرست داروهای ضروری سازمان بهداشت جهانی قرار دارد و در سال ۲۰۲۰، با بیش از ۱۷ میلیون نسخه، سی و ششمین داروی رایج تجویز شده در ایالات متحده بود.

## موارد مصرف
آسپیرین یک داروهای ضدالتهاب غیراستروئیدی است که معمولاً به عنوان ضد درد و تب‌بر و ضدالتهاب مورد استفاده قرار می‌گیرد. این دارو بدون نسخه پزشک قابل تهیه است.
موارد مصرف آسپیرین شامل انواع دردهای متوسط تا خفیف، تب، بیماری‌های التهابی همچون روماتیسم مفصلی و سندرم کاوازاکی و به عنوان مهارکننده تجمع پلاکتی است.
آسپیرین یکی از پر طرفدارترین داروها در دنیاست. روزانه ۵۰۰۰۰ میلیون قرص آسپیرین در جهان مصرف می‌شود. در بریتانیا از دید آمار، هر فرد سالانه ۷۰ قرص آن را جدا یا همراه با مسکن‌های دیگر، کافئین یا ویتامین «c» مصرف می‌کند. این دارو اثرهایی نظیر ایجاد زخم‌های گوارشی و جلوگیری از لخته شدن خون را نیز از خود نشان می‌دهد. اما مصارف امروزه آسپیرین عبارت‌اند از:پیشگیری از بیماری‌های قلبی ۳۷٫۶٪ ورم مفاصل ۲۳٫۳٪ سر درد ۱۳٫۸٪ بدن درد ۱۲٫۲٪ و دردهای دیگر ۱۴٫۱٪ 

### موارد مصرف آسپیرین
+ درمان یا کاهش خطر mi در مبتلایان به mi قلبی یا آنژین ناپایدار
+ حملات ایسکسمیک گذرا (TIA) و اختلالات ترومبو آمبولی (در موارد پیش بیمارستانی پس از CT Scan و مشخص شدن نوع آن تجویز می‌شود)
+ آرتریت بالغان و نوجوانان
+ درد خفیف
+ پریکاردیت به دنبال آنفارکتوس حاد میوکارد
+ پیشگیری از انسداد مجدد عروق کرونر بعد از جراحی
+ تب روماتیسمی
+ کاشت استنت

### پیشگیری از سرطان
آسپیرین ممکن است خطر کلی ابتلا به سرطان و مرگ ناشی از سرطان را کاهش دهد. شواهد قابل توجهی برای کاهش خطر سرطان کولورکتال (CRC) وجود دارد، اما برای مشاهدهٔ این مزیت باید حداقل ۱۰ تا ۲۰ سال مصرف شود. همچنین ممکن است کمی خطر ابتلا به سرطان مخاط رحم، سرطان پستان و سرطان پروستات را کاهش دهد.

## تاریخچه
پیشینه استفاده از ترکیبات دارویی حاوی سالیسیلیک اسید به دوران باستان بازمی‌گردد. بیش از ۳۵۰۰ سال پیش بشر این پودر را می‌شناخت. در سال ۱۸۰۰ یک باستان‌شناس آلمانی که در مصر تحقیق می‌کرد، با ترجمه یکی از پاپیروس‌های مصری متوجه شد که بیش از ۸۷۷ نوع مواد دارویی برای مصارف مختلف در مصر باستان شناخته شده بود که یکی از آن‌ها سالیسیلیک اسید بود که برای برطرف کردن درد از آن استفاده می‌شد. در نوشته‌های دیگری که در یونان به‌دست آمده‌است نیز مشخص شده که بشر حدود ۴۰۰ سال پیش از میلاد از شیره پوست درخت بید برای درمان تب و درد استفاده می‌کرده‌است. همچنین آن‌ها هنگام زایمان زنان از این ماده برای کاهش درد استفاده می‌کردند. امروزه مشخص شده که ماده موجود در این شیره اسید سالیسیلیک است. در سال ۱۷۶۳ یک کشیش انگلیسی به نام ادوارد استون مقاله‌ای در جلسه سلطنتی انگلستان ارائه داد که در آن استفاده از برگ درخت بید را حتی در درمان مالاریا نیز مؤثر معرفی کرده بود. ۱۰۰ سال بعد یک پزشک اسکاتلندی با همین ترکیب توانست عوارض ناشی از رماتیسم را به طرز معجزه آسایی کاهش دهد.
بعدها چارلز فردریگ گرهارت در سال ۱۸۵۹ موفق به تهیه استیل سالیسیلیک اسید ناخالص شد؛ و در ماه مارس ۱۸۹۹ شرکت بایر محصول خود بنام آسپیرین را به ثبت رساند.
اسید سالیسیلیک در پوست درخت بید وجود دارد و بوعلی سینا و زکریای رازی در دوران خود عصاره پوست درخت بید را برای تخفیف دردها به بیماران تجویز میکرند.

## خصوصیات شیمیایی

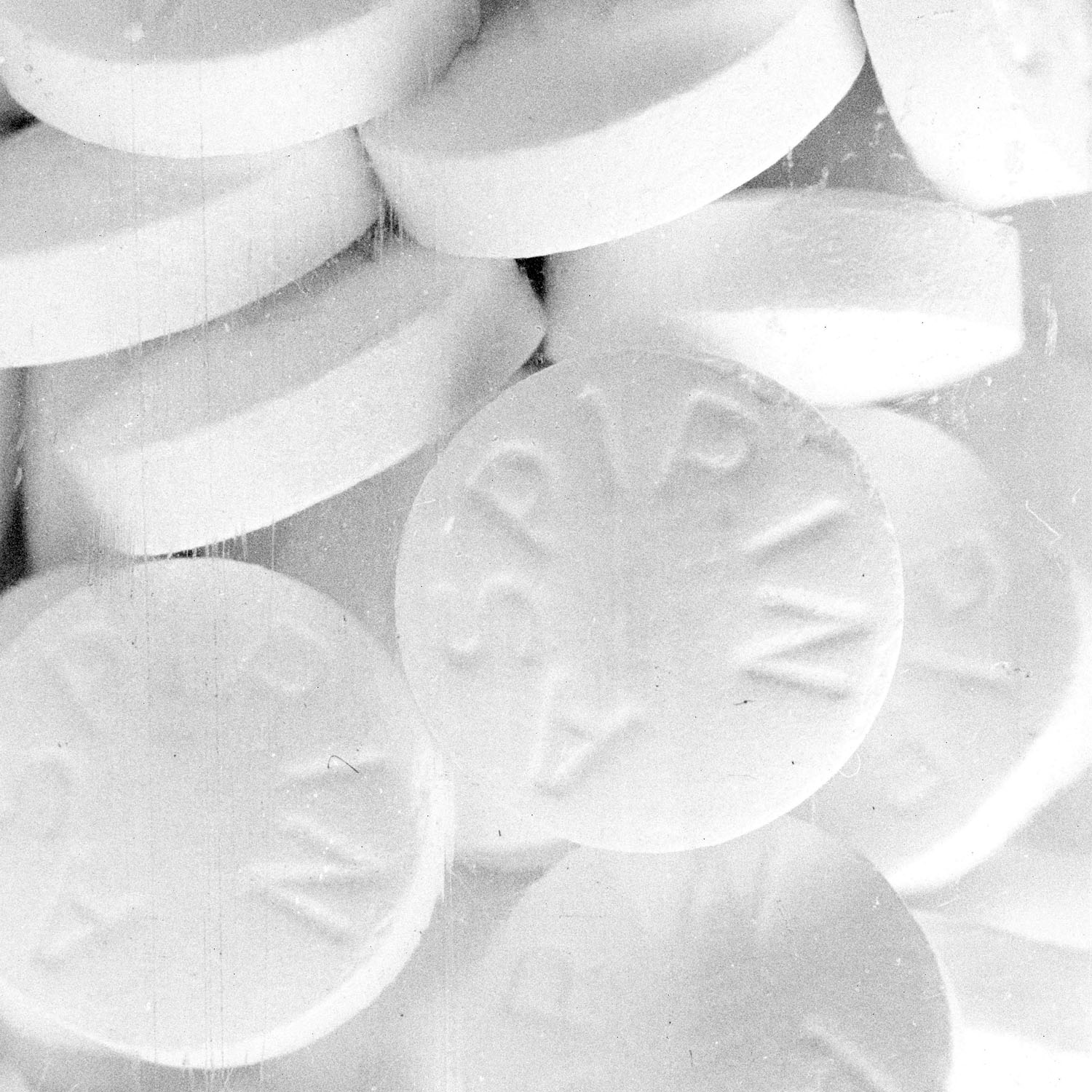
قرص‌های آسپیرین

آسپیرین به صورت قرص‌های سفید یا بلورهای سوزنی شکل یا به صورت پودرهای بلورین موجود می‌باشد،

### خصوصیات
1. وزن مولکولی آن ۱۸۰amu می‌باشد.
2. نقطه ذوب آن ما بین ۱۳۵ تا ۱۳۷ درجه سلسیوس می‌باشد.
3. نقطه جوش آن ۱۴۰ درجه سلسیوس است که در این درجه حرارت تجزیه می‌گردد.
4. آسپیرین دارای بلورهای سوزنی شکل است.
5. آسپیرین در آب به مقدار کم و در الکل به مقدار زیاد محلول می‌باشد.

### روش تهیه
یک گرم اسید سالسیلیک را داخل ارلن خشک ریخته و ۱/۵ میلی لیتر انیدرید استیک و ۱ الی ۲ قطره اسید سولفوریک غلیظ به آن اضافه کنید و با چرخش ارلن سعی کنید کلیه مواد با هم مخلوط شوند.
ارلن را به مدت ۱۵ دقیقه در حمام آب در دمای ۵۰ تا۶۰ درجه سانتیگراد نگه دارید و در این مدت محتویات ارلن را با چرخش هم بزنید.
پس از این مدت ۱۵ میلی لیتر آب سرد به ارلن اضافه نمائید - آسپیرین به صورت بلورهای جامد ظاهر می‌گردد. آن را با قیف بوخنر صاف کنید. برای خالص سازی آسپیرین مقدار به‌دست آمده را در ۳ میلی لیتر اتانول و ۷ میلی لیتر آب در گرما حل کرده و کریستالیزه نمایید. 

## منع مصرف و هشدارها
مصرف این دارو در موارد زیر منع پزشکی دارد یا لازم است با احتیاط صورت گیرد:
1. در موارد مصرف طولانی مانند آرتریت روماتوئید و پروفیلاکسی بیماری‌های قلبی عروقی مصرف این دارو به علت افزایش احتمال خون‌ریزی شدید ناشی از اثر مهار تجمع پلاکتی آسپیرین، حداقل یک هفته قبل از انجام عمل جراحی باید قطع شود. خون‌ریزی سفیدی چشم مخصوصاً پس از عمل چشم که بعد از قطع مصرف دارو تایک هفته هم ممکن است ادامه داشته باشد
2. در موارد وجود زخم معده یا اختلالات انعقادی خون‌ریزی دهنده
3. بیماران مبتلا به بیماری‌های تنفسی همچون آسم یا بیماری‌های کلیوی
4. پولیپ بینی
5. در کودکان مبتلا به آنفلوانزا، آبله مرغان و فاویسم
6. همراه با وارفارین به هیچ وجه نباید استفاده شود (در مواردی با دستور پزشک برای بیماری‌های خاص قابل استفاده است)
7. در کودکان زیر ۱۱ سال احتمال وقوع سندروم کشنده ای به نام سندرم ری را بسیار بالا می‌برد
8. تریاد سامتر یا سندرم شوک ناسازگاری با آسپیرین (نوعی آلرژی) می‌تواند برای انسان بسیار مشکل ساز باشد. به‌خصوص افراد مبتلا به آسم می‌بایستی مراقب باشند. عوارض خطرناک آلرژی از جمله تنگی نفس و احساس خفگی هستند. شیوع سندرم شوک ناسازگاری با آسپیرین (ASS-Intolerance-Syndrom) بین مردم در حدود ۰٫۵–۵٫۷٪ است، در بیماران مبتلا به آسم تعداد آنها به حدود ۱۵٪ افزایش می‌یابد. زنان بیشتر از مردان (۶۰–۷۰٪) مبتلا می‌شوند.
9. در سرماخوردگی و آنفلوانزا باید از مصرف آسپیرین خودداری کرد زیرا ممکن است باعث سندرم ری شود.[۲۱]

### عوارض آسپیرین
مصرف خودسرانه آسپیرین توسط بیماران خاصی مانند مبتلابه نشانگان ری دارند، خطر مرگ دارد.
آسپیرین موجب روان شدن خون می‌شود و از این روست که برای غلظت خون، اولین دارو است. اما رسوباتی که برداشته می‌شوند، بعداً ممکن است در اندام‌های دیگری به ویژه کلیه، مغز، کبد و پوست دوباره ته‌نشین شوند؛ بنابراین باعث مشکلاتی مانند سختی در ادرار، تیرگی پوست، گیجی، کهیر و زنگ زدن گوش‌ها شود.
علاوه بر اینها، روی قرص‌های آسپیرین بچه، اخطار عدم جویدن درج می‌شود، چون باعث پوسیدگی دندان می‌شود. به علاوه، آسپیرین باعث خراش معده می‌شود.
مهم‌تر این که اگر خون بیش از حد روان شود، به زودی بند نمی‌آید و با یک بریدگی کوچک، فرد خون زیادی از دست خواهد داد. حتی ممکن است خونریزی داخلی اتفاق بیفتد. شدیدترین خونریزی ناشی از آسپیرین در زایمان است.

## آسپیرین در ایران
بر اساس آمارنامه ۱۲ ماه سال ۱۳۹۴ سازمان غذا و داروی وزارت بهداشت، درمان و آموزش پزشکی قرص آسپیرین با فروش تقریبی یک میلیارد و سیصد و سی میلیون عدد در سال ۱۳۹۴ پرمصرف‌ترین داروی ایران بود.